# Gościeradz (województwo pomorskie)
Gościeradz (niem. Augusthof) – kolonia w Polsce, położona w województwie pomorskim, w powiecie słupskim, w gminie Kępice
Miejscowość leży przy trasie zawieszonej linii kolejowej Bytów-Korzybie. 
Do 2024 r. miejscowość była przysiółkiem wsi Barwino. W latach 1975–1998 przysiółek administracyjnie należał do województwa słupskiego.
Obecna urzędowa nazwa przysiółka to nazwa sztuczna utworzona przez Komisję Nazw Miejscowości i Obiektów Fizjograficznych.